# 데이비드 치퍼필드
데이비드 치퍼필드 경(영어: Sir David Chipperfield, CBE, 1953년 12월 18일~)은 영국의 건축가이다. 1985년 데이비드 치퍼필드 아키텍츠를 설립하였다.
런던 가디언 지의 건축 평론가 로언 무어는 치퍼필드의 작업에 대해 진중하고 견고하며, 화려하거나 극단적이진 않지만 역사적 또는 문화적인 맥락에 들어맞는다고 설명했다.
데이비드 치퍼필드 아키텍츠는 런던, 베를린, 밀라노 그리고 상하이에 기반을 둔 국제적인 건축 설계사무소이다.

## 수상
2023년 프리츠커 상을 수상했다. 알레한드로 아라베나가 이끄는 심사위원단은 치퍼필드의 건축을 "공공건물과 박물관부터 주거, 상업, 업무시설까지 다양한 건물 유형의 작업을 지속하면서 현대 미니멀리즘 건축 언어와 표현의 자유, 추상적 진술과 엄격하고 우아한 조형성 사이에서 균형을 잡고 명료한 존재감을 발산해왔다"고 평했다.

## 서훈
- 2004년 대영 제국 훈장 3등급(CBE)[2]
- 2009년 독일 대연방공로십자장
- 2010년 기사작위(Knight Bachelor) 서임[1]